# All at Sea (film, 1917)
Pour plus de détails, voir Fiche technique et Distribution.
All at Sea est un film américain sorti en 1917.

## Fiche technique
- Titre original : All at Sea
- Producteur : Mack Sennett
- Société de production : Keystone
- Société de distribution : Keystone
- Pays d'origine :  États-Unis
- Langue originale : anglais
- Format : noir et blanc — 35 mm — 1,37:1 — Film muet
- Genre : Comédie
- Durée : une bobine
- Date de sortie :
  - États-Unis : 7 octobre 1917
- Licence : Domaine public

## Distribution
- Harry McCoy
- Phyllis Haver
- Martha Trick
- Frederick Bertrand